# Окинавская плита

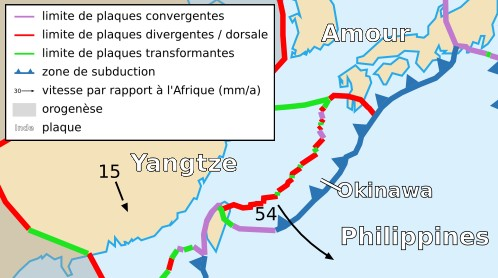
Расположение Новогибридской плиты

Плита Окинава — длинная узкая тектоническая плита. Имеет площадь 0,00802 стерадиан (325 тыс. км²). Обычно рассматривается в составе Евразийской плиты.
Расположена между северным побережьем Тайваня и южным побережьем Кюсю. На востоке ограничена зоной субдукции Филиппинской плиты, образующей жёлоб Рюкю. На западе отделена дивергентной границей, образующей жёлоб Окинава и обратную островную дугу от плиты Янцзы (которую обычно рассматривают в составе Евразийской плиты). На севере дивергентная граница с Амурской плитой.